# Plasma-enhanced chemical vapor deposition

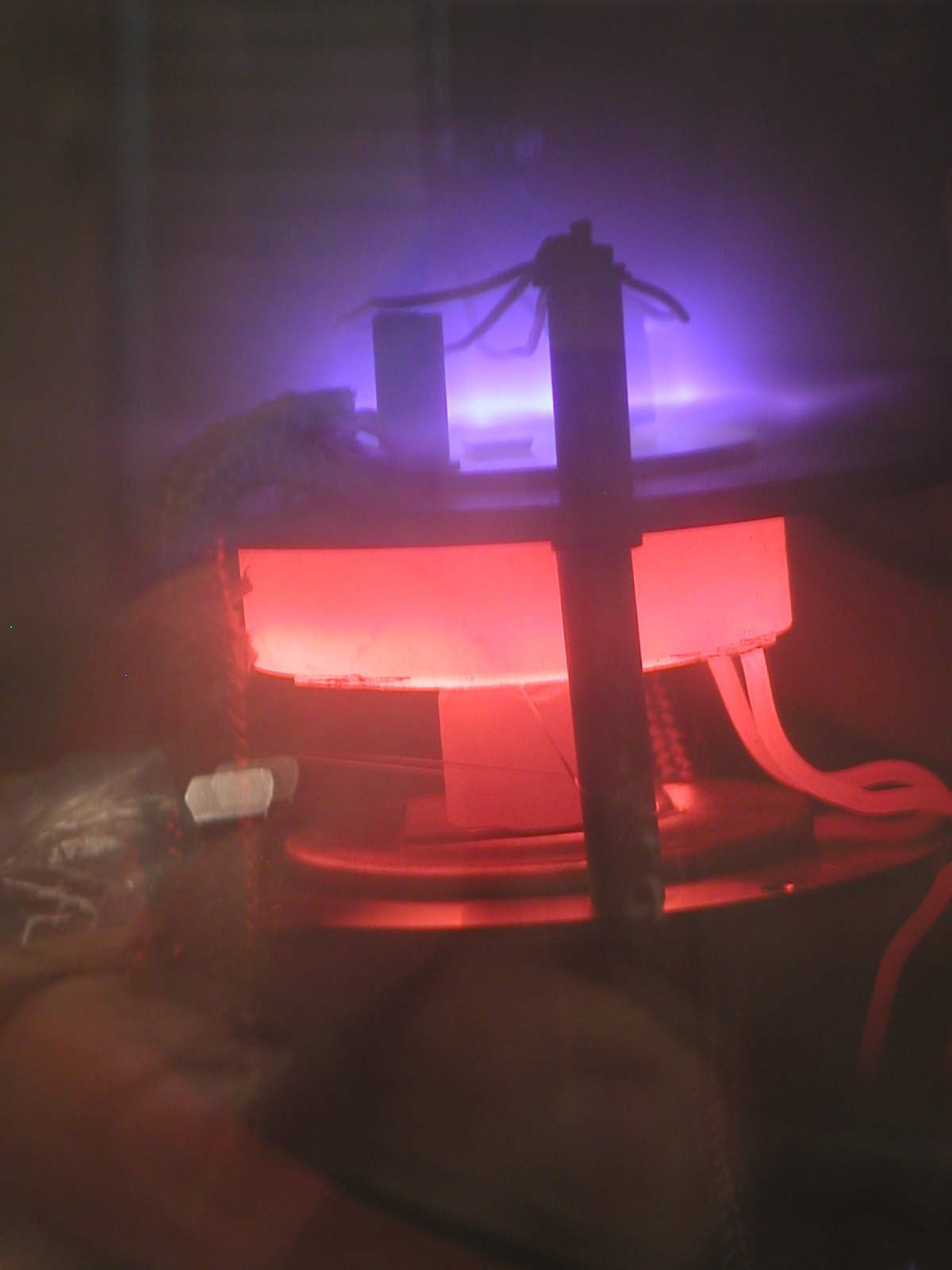
Een DC-PECVD systeem in actie

Plasma Enhanced Chemical Vapor Deposition of kortweg PECVD is de aanduiding van het proces waarmee met behulp van een plasma een dunne laag op een substraat of basismateriaal wordt aangebracht bij relatief lagere temperatuur.

## Algemeen
Dit proces wordt vaak toegepast bij de chip productie van halfgeleiders en sensoren, waarbij een dunne laag siliciumoxide (isolatielaag) of siliciumnitride (beschermlaag) wordt aangebracht. In analogie kan ook een metaallaag worden aangebracht (zie sputteren).
Bij PECVD bevindt zich het substraat in een plasma en wordt hierin bewerkt door radicalen van bepaalde toegevoerde gassen.

## Proces
Allereerst wordt er een substraat op een substraathouder in een proceskamer gebracht. Deze heeft een temperatuur van 80-400 °C. Dan wordt er een laag vacuüm (rond de 0,001 mbar) gecreëerd in de proceskamer. Vervolgens wordt er een mengsel van specifieke gassen, afhankelijk van de aan te brengen laag, in de proceskamer toegelaten, terwijl gelijktijdig een plasma wordt gecreëerd.
Door dit plasma vinden er twee reacties in de proceskamer plaats:
- de toegevoerde gassen gaan door de ontlading in het plasma chemisch reageren, waarbij (een deel van) deze stoffen aan kan groeien op het substraat;
- door de in het plasma gecreëerde ionen ontstaat er een ionen bombardement, waardoor de ontstane gassen en stoffen op het substraat worden geslagen en hier aan kunnen groeien.

Overtollige gassen worden afgevoerd door de vacuüminstallatie en eventuele gas-nabehandelings-installatie.

### Reiniging
Naast het aangroeien van materialen op het substraat zal dit ook gebeuren in de proceskamer. Hierdoor treedt vervuiling op, waarbij deze als vervuiling kan optreden tijdens het proces (neerslaan van fijne stofdeeltjes). Hoe beter het depositieproces wordt beperkt tot het substraatoppervlak, mede door de constructie van de proceskamer, hoe minder vervuiling er in de rest van de kamer optreedt.
De proceskamer wordt meestal gereinigd door een proces met etsgassen uit te voeren; hierdoor worden de depositiematerialen die in de proceskamer achtergebleven zijn, omgezet in gas en door de vacuümpomp afgevoerd. De machine wordt dan gebruikt als plasma-etsmachine.

### Proceskamer
De installatie bestaat uit een proceskamer, frequentiegenerator (van laagfrequent tot microwave) en vacuüminstallatie.
De proceskamer bestaat uit twee elektrodes, waarvan de ene vaak door een frequentiegenerator wordt aangestuurd, terwijl de andere meestal aan massa ligt. Een van beide fungeert vrijwel altijd als substraathouder.